# Blesi

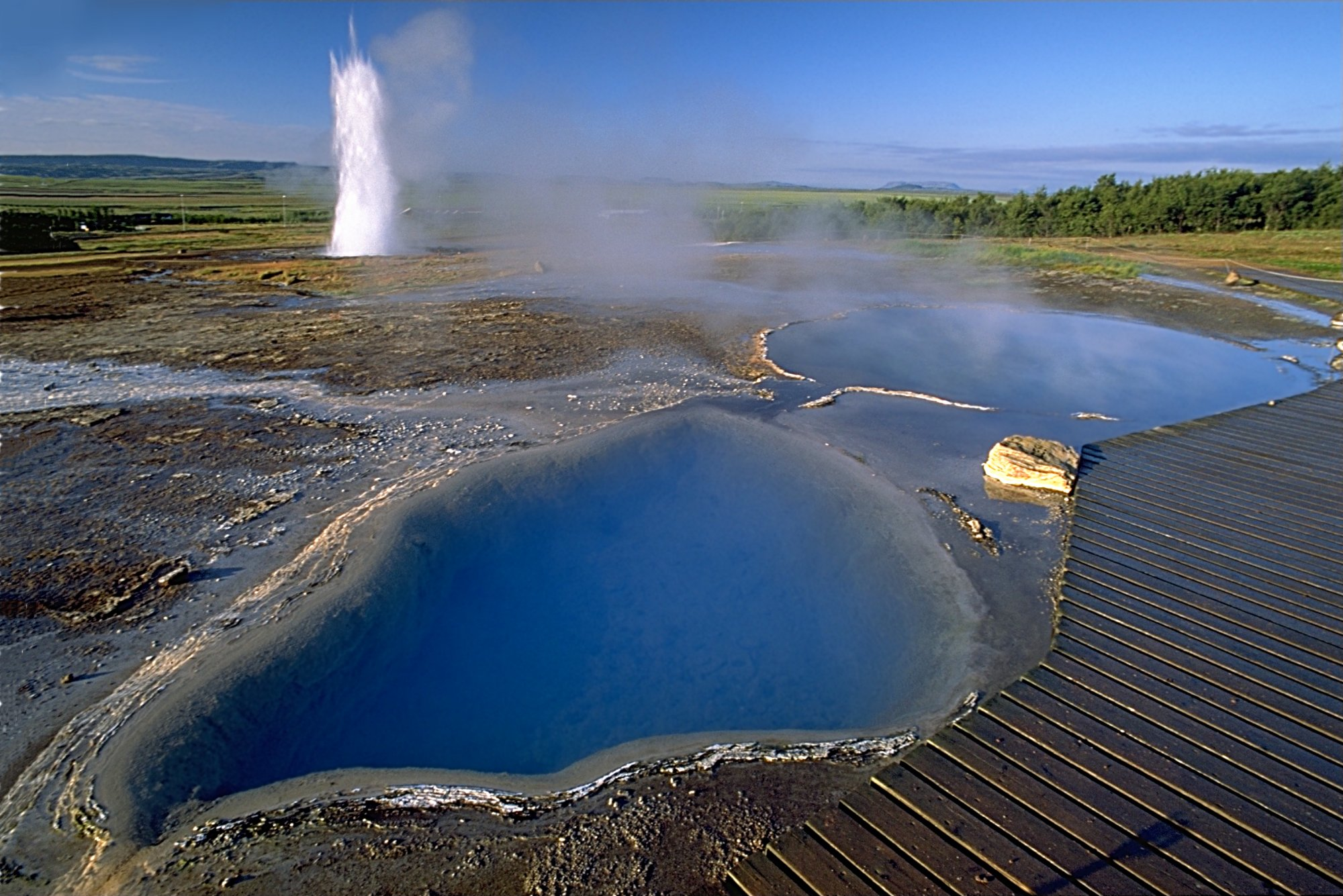
Quelle Blesi im Haukadalur. Im Hintergrund der eruptierende Strokkur.

Die Thermalquelle Blesi liegt im isländischen Haukadalur im Thermalfeld des Großen Geysir und des Strokkur auf dem Gemeindegebiet von Bláskógabyggð.  Sie besteht aus zwei Teilen, der etwas höher gelegene heiße Teil ergießt sich in ein Becken, das durch seine leuchtend blaue Färbung auffällt. Die Ursache für diese blaue Färbung ist die Tatsache, dass die im Quellwasser enthaltenen Mineralien bei der etwas niedrigeren Temperatur eine Struktur annehmen, die das blaue Licht reflektiert.